# Mala Solina
Mala Solina falu Horvátországban, Sziszek-Monoszló megyében. Közigazgatásilag Glinához tartozik.

## Fekvése
Sziszek városától légvonalban 24, közúton 35 km-re délnyugatra, községközpontjától légvonalban 5, közúton 8 km-re északra, a 31-es számú főút és a Maja-folyó között fekszik.

## Története
Mala Solina a környék számos településéhez hasonlóan a 17. század vége felé népesült be. 1696-ban a szábor a bánt tette meg a Kulpa és az Una közötti határvédő erők parancsnokává, melyet hosszas huzavona után 1704-ben a bécsi udvar is elfogadott. Ezzel létrejött a Báni végvidék, horvátul Banovina (vagy Banja), mely katonai határőrvidék része lett. A település első írásos említése 1733-ban az egyházlátogatás alkalmával történt. 1745-ben megalakult a Glina központú első báni ezred, melynek fennhatósága alá ez a vidék is tartozott. A plébániát 1789-ben alapították, de a plébániatemploma ekkor még Gornje Jamén állt. 1881-ben megszűnt a katonai közigazgatás. 1857-ben 686, 1910-ben 915 lakosa volt. 1918-ban az új szerb-horvát-szlovén állam, majd később Jugoszlávia része lett. A második világháború idején a Független Horvát Állam része volt. A háborúnak a faluból 63 halálos áldozata volt. 1991. június 25-én az akkor kikiáltott független Horvátország része lett. A falut 1991 őszén elfoglaló szerb erők a horvát lakosságot elűzték, a templomot lerombolták. A harcoknak 6 katona és 30 polgári személy áldozata lett. 1995. augusztus 8-án a Vihar hadművelettel foglalta vissza a horvát hadsereg. A településnek 2011-ben 15 lakosa volt. 2012-ben a hagyományok őrzésére, a kulturális, sport és a társadalmi élet szervezésére lokálpatrióta klub alakult.

## Népesség
| Lakosság változása | Lakosság változása | Lakosság változása | Lakosság változása | Lakosság változása | Lakosság változása | Lakosság változása | Lakosság változása | Lakosság változása | Lakosság változása | Lakosság változása | Lakosság változása | Lakosság változása | Lakosság változása | Lakosság változása | Lakosság változása |
| ------------------ | ------------------ | ------------------ | ------------------ | ------------------ | ------------------ | ------------------ | ------------------ | ------------------ | ------------------ | ------------------ | ------------------ | ------------------ | ------------------ | ------------------ | ------------------ |
| 1857               | 1869               | 1880               | 1890               | 1900               | 1910               | 1921               | 1931               | 1948               | 1953               | 1961               | 1971               | 1981               | 1991               | 2001               | 2011               |
| 686                | 767                | 746                | 875                | 941                | 915                | 854                | 867                | 801                | 800                | 718                | 606                | 476                | 357                | 172                | 15                 |

## Nevezetességei
- A Megsebzett Krisztus tiszteletére szentelt római katolikus plébániatemploma 1830-ban épült a károlyvárosi Antun Stiedl tervei szerint. Helyén már korábban is állt egy fából épített kápolna, melyet a hétköznapi istentiszteletek alkalmával használtak ugyanis mellette állt a plébániaház. A plébániatemplom viszont korábban az északra fekvő Gornje Jame településen volt. 1880-ig még a plébánia is a jamei plébánia nevet viselte, bár a gornje jamei régi katolikus templom ekkor már nem állt. A templomot 1911-ben megújították. 1989-ben hatvanezer német márkába került a felújítása és földrengés biztossá tétele. 1991 szeptemberének elején a falut elfoglaló jugoszláv katonák és a szerb szabadcsapatok lerombolták. Azóta rom, falai felerészben még az egykori födém magasságáig állnak.
- A II. világháború és a honvédő háború áldozatainak emlékműve.